# 藤田晴子
藤田 晴子（ふじた はるこ、1918年2月25日 - 2001年10月20日）は日本のピアニスト、音楽評論家、法学者。選挙制度審議会委員。武満徹「2つのレント」の世界初演者。

## 経歴
弁護士の家庭に生まれ、5歳のとき一家で渡独、6年間ライプツィヒで育つ。10歳の夏に日本に戻り、神戸市の遠矢小学校5年編入。その後、東京本郷の誠之小学校に転校。東京府立第一高等女学校（現・東京都立白鷗高等学校）在学中からレオ・シロタにピアノを師事。
東京府立第一高等女学校高等科在学中、1936年、第5回日本音楽コンクールピアノ部門第2位入賞。同校英文科を首席卒業後、1938年4月、第6回日本音楽コンクールでピアノ部門1位入賞。以後、ヴァイオリンの鈴木鎮一・チェロの鈴木二三雄兄弟と共に鈴木トリオを組んで活動。1941年、山本直忠『ピアノと大編成のオーケストラのための日本幻想曲』のレコード（指揮・山本直忠、中央交響楽団＝現・東京交響楽団、販売・ビクター株式会社）により文部大臣賞受賞。
1945年5月に父が病死。1946年、女子第1期生として東京帝国大学法学部に入学、学業のかたわらNHKの芸能嘱託として働き、公開演奏会などで活動、1949年卒業。同年、田中二郎の薦めで東京大学法学部学士助手となったが、1952年4月、国立国会図書館主事に転じ、調査及び立法考査局政治行政室に勤務、1966年に政治行政課長就任。1975年、同局主幹。1982年に専門調査員となる。1983年退官。
1988年、八千代国際大学教授（憲法学）、1993年に退職。勲三等瑞宝章受章。生涯独身。没後、2009年、岩手県八幡平市に藤田晴子記念館が開館した。

## 著書
- 『楽の音によせて (音楽新書)』音楽之友社、1956年 doi:10.11501/2482059
- 『議会制度の諸問題』立花書房、1985年 doi:10.11501/11896730
- 『シューベルト生涯と作品』音楽之友社、2002年
- 『藤田晴子 音楽評論選 ピアノとピアノ音楽』音楽之友社、2008年